# 莎基拉·贝克
莎基拉·贝克（英語：Shakira Baker，1992年1月4日—），新西兰女子橄榄球运动员。她曾代表新西兰七人制国家队参加2016年夏季奥林匹克运动会七人制橄榄球比赛，获得一枚银牌。